# Edirne
|  | Per a altres significats, vegeu «Adrianòpolis (desambiguació)». |

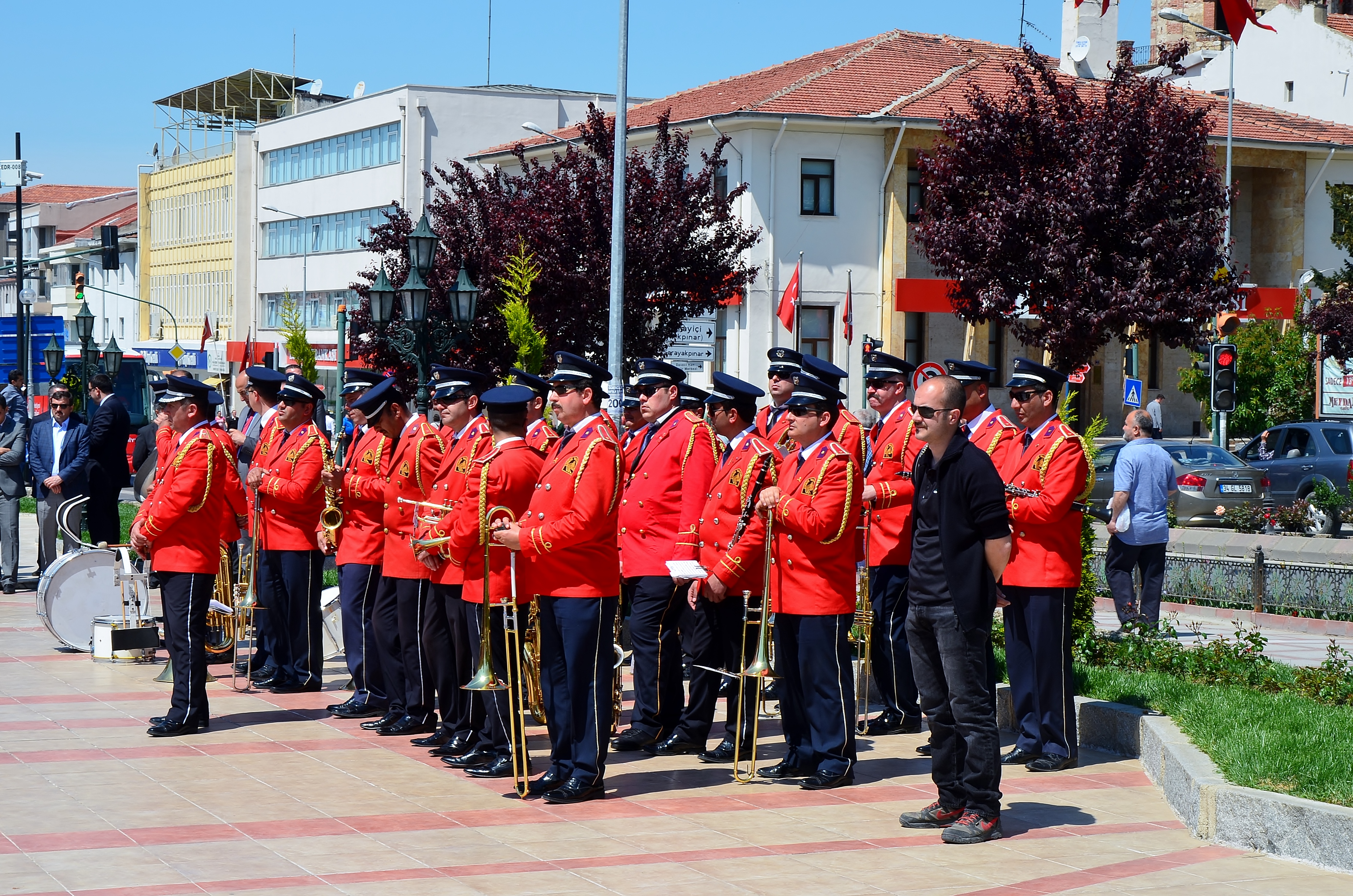
Banda de l'Ajuntament d'Edirne

Edirne (antigament Adrianòpolis, Αδριανουπολις; búlgar: Одрин; català antic: Andrinòpol o Adrianople) és una ciutat de Turquia a la vora del Maritsa, a la frontera amb Grècia a Tràcia, capital de la província d'Edirne. La seva població és de 128.400 segons el cens del 2002.

## Història antiga i medieval
Adrianòpolis fou una ciutat de la regió de Tràcia, a la confluència del riu Tunja (antic Tonzos) amb el Maritsa (antic Hebros). El seu nom traci original fou Uscudama; els macedonis la van anomenar Orèstias; va prendre el nom de l'emperador Hadrià, que la va ampliar durant el segle ii.
El 322, Constantí el Gran va derrotar Licini I prop de la ciutat. Fou teatre de la gran batalla d'Adrianòpolis entre els romans i els visigots el 9 d'agost del 378, amb victòria dels gots.
Fou assetjada sense èxit pels àvars el 586 i conquerida pels búlgars el 914, després de les batalles del 718 i el 813. Els petxenegs la van assetjar el 1049 i un altre cop el 1078. Durant la Quarta Croada, el 14 d'abril del 1205, fou també teatre d'un altra Batalla d'Adrianòpolis important entre els búlgars i l'emperador de l'Imperi Llatí, Balduí de Flandès, que fou derrotat i fet presoner. Després va tornar a ser possessió romana d'Orient i va patir diversos atacs búlgars. Roger de Flor, comandant de la Companyia Catalana, va ser assassinat en aquesta ciutat per Miquel IX Paleòleg el 1305, un fet que va desencadenar la Venjança Catalana.
En total, es van produir a la ciutat o al seu entorn més de deu batalles importants abans de la conquesta otomana.

## Domini otomà
El primer contacte amb els turcs fou el d'Umar Bey d'Aidin el 1342/1343, quan combatia al costat de Joan Cantacuzè, contra Joan V Paleòleg i va defensar Demòtica. El 1353, el turc Sulayman Paixà es va unir a les tropes de Cantacuzè a Adrianòpolis, després d'haver derrotat un exèrcit de búlgars i serbis.
Fou conquerida pels otomans dirigits per Lala Xahin el 1362, després de derrotar els romans d'Orient a Sazil Dere (al sud-est de la ciutat); la ciutat es va rendir (juliol del 1362). Murat I va preferir Brusa i Demòtica com a seu de la cort, però ocasionalment el soldà hi va residir.
Després de la derrota del soldà Baiazet I en la batalla d'Ankara el juliol del 1402, el príncep i pretendent Sulayman va establir la seva cort a la ciutat (1402) i abandonà Brusa. Eliminat pel pretendent Musa Celebi, aquest va mantenir Edirne com a seu de la cort, i després fou mort per Mehmet I, que generalment hi va residir. El 1422, el pretendent Mustafa Güzme fou derrotat i executat a Edirne per Murat II. Els plans per assetjar Constantinoble de Mehmet II foren redactats a Edirne.
Després de la conquesta de Constantinoble el 1453, encara fou generalment residència habitual de la cort fins al 1457 i després, durant el regnat de Selim I (1512-1520), aquest hi va retornar. Hi hagué motins el 1586 i 1595.
El 1703, s'hi van produir els anomenats fets d'Edirne i Mustafà II, que hi residia, fou enderrocat per malcontents vinguts d'Istanbul. L'incendi del 1745 va accelerar la decadència de la ciutat, confirmada pel terratrèmol del 1751. El 1801, es van amotinar a la ciutat les tropes albaneses en contra de les reformes de Selim III. Per les mateixes raons, es va produir els anomenats segons fets d'Edirne el 1806. A la guerra entre Turquia i Rússia del 1828-1829, la ciutat fou ocupada pels russos, i molts musulmans van emigrar.
El russos van tornar a ocupar la ciutat en la guerra del 1878-1879. La Primera (1912-13) i Segona Guerres Balcàniques (1913) van donar lloc a combats que van causar danys a la ciutat, i fou ocupada pels búlgars en la batalla d'Adrianòpolis (1913). El 1919 fou ocupada pels grecs (1919-1920). Sota els otomans, Edirne fou capital del wilayat del mateix nom i de la regió de Tràcia. El 1850, tenia uns cent mil habitants, però es van reduir a 87.000 el 1900 (dels quals 47.000 turcs, 20.000 grecs, 15.000 jueus, 4.000 armenis i 2.000 búlgars). El 1927, després de les matances armènies i la sortida dels grecs i búlgars, tenia només 34.528 habitants i, el 1945, després de les deportacions dels jueus, 29.400 habitants.

## Llocs interessants
- Palau d'Eski Saray (palau Vell).
- Palau de Saray-i Dejedid Amire (palau Nou).
- Castell de quatre torres.
- Mesquites i esglésies.